# Györgytarló
Györgytarló este un sat în districtul Sárospatak, județul Borsod-Abaúj-Zemplén, Ungaria, având o populație de 610 locuitori (2011). 

## Demografie
Componența etnică a satului Györgytarló
     Maghiari (87,98%)
     Romi (12,02%)
Componența confesională a satului Györgytarló
     Romano-catolici (27,05%)
     Reformați (24,92%)
     Greco-catolici (11,15%)
     Fără religie (5,74%)
     Necunoscută (30,66%)
     Atei (0,49%)
     Alte religii (1,48%)
Conform recensământului din 2011, satul Györgytarló avea 610 locuitori. Din punct de vedere etnic, majoritatea locuitorilor (87,98%) erau maghiari, cu o minoritate de romi (12,02%). Nu există o religie majoritară, locuitorii fiind romano-catolici (27,05%), reformați (24,92%), greco-catolici (11,15%) și persoane fără religie (5,74%). Pentru 30,66% din locuitori nu este cunoscută apartenența confesională.